# Abfangen
Abfangen oder auch „den Fangstoß bzw. Fang geben“ bedeutet in der Jägersprache das Töten von Wild mit der Blankwaffe (jagdsprachlich kalte Waffe, vulgo Messer).

## Art und Weise

### Blatt- oder Brustfang
Der Blattfang ist, analog zum Blatt- bzw. Kammerschuss, ein seitlicher Stich zwischen die Rippen in die Kammer (Brustkorb). Dabei tritt der Jäger von hinten an das Wild heran und stößt die Klinge hinter dem Schulterblatt in den Brustraum in Richtung Herz. Durch die Verletzung tritt Luft in den Brustkorb ein, die Lungen kollabieren und die Atmung kommt zum Stillstand. Im Idealfall wird auch das Herz getroffen. Bei kleineren Tieren wie dem Rehwild ist ein Nicker ausreichend. Bei größerem Wild sollte ein Hirschfänger oder Waidblatt benutzt werden und bei Schwarzwild eventuell eine Saufeder. In der Schweiz wird diese Tötungsart auch als Kammerstich bezeichnet.

### Kälberfang
Beim Kälberfang handelt es sich ebenfalls um einen Stich in den Brustkorb in Richtung Herz. Allerdings erfolgt er von vorne in die Halsgrube an der Vorderseite der Brust.
Für Blattfang und Kälberfang wird bevorzugt ein zweischneidiges, sehr breites Messer verwendet. Die Spitze eines Abfangmessers sollte leicht gerundet, aber scharf sein, um sich nicht auf einem Knochen festzusetzen, die sogenannte „Knochengierigkeit“.

### Abnicken

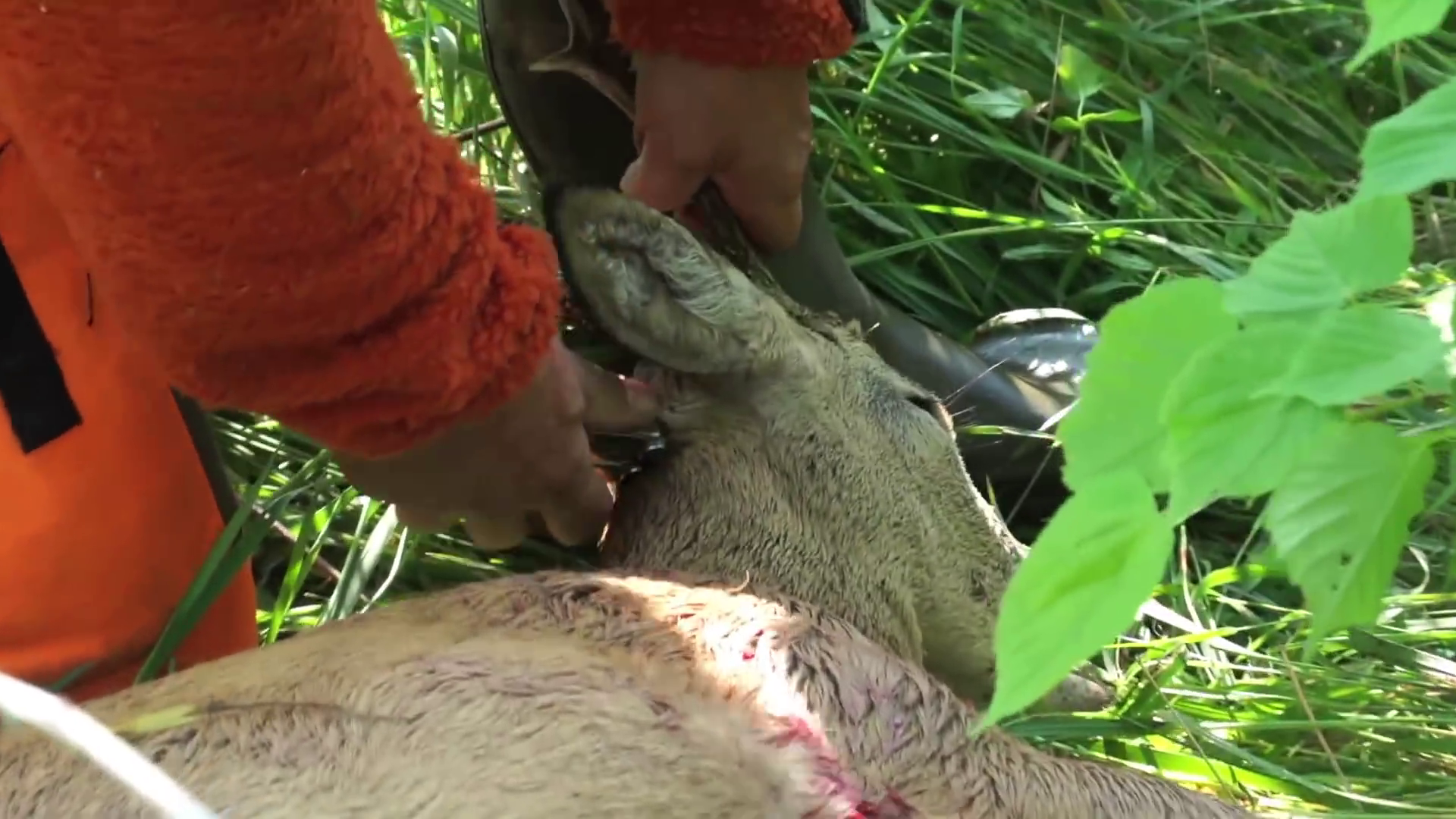
Abfangen eines Rehbocks durch einen dänischen Schweißhundeführer mittels eines gezielten Messerstichs in das Genick (Abnicken)

Beim Abnicken oder Genickfang wird der Stich durch das Hinterhauptloch zwischen den obersten Halswirbeln und der Schädelbasis geführt, um das Rückenmark zu durchtrennen (Genickstich). Hierfür muss der Kopf des Tieres nach vorne gebeugt werden, was zur Namensgebung „Abnicken“ geführt hat. Das Abnicken wird vor allem beim Rehwild angewandt. Da es sich um eine besonders anspruchsvolle Technik handelt, darf sie nur von geübten Jägern angewandt werden, um dem Wild unnötige Schmerzen zu ersparen. Als spezielles Messer hierfür gibt es den Nicker.

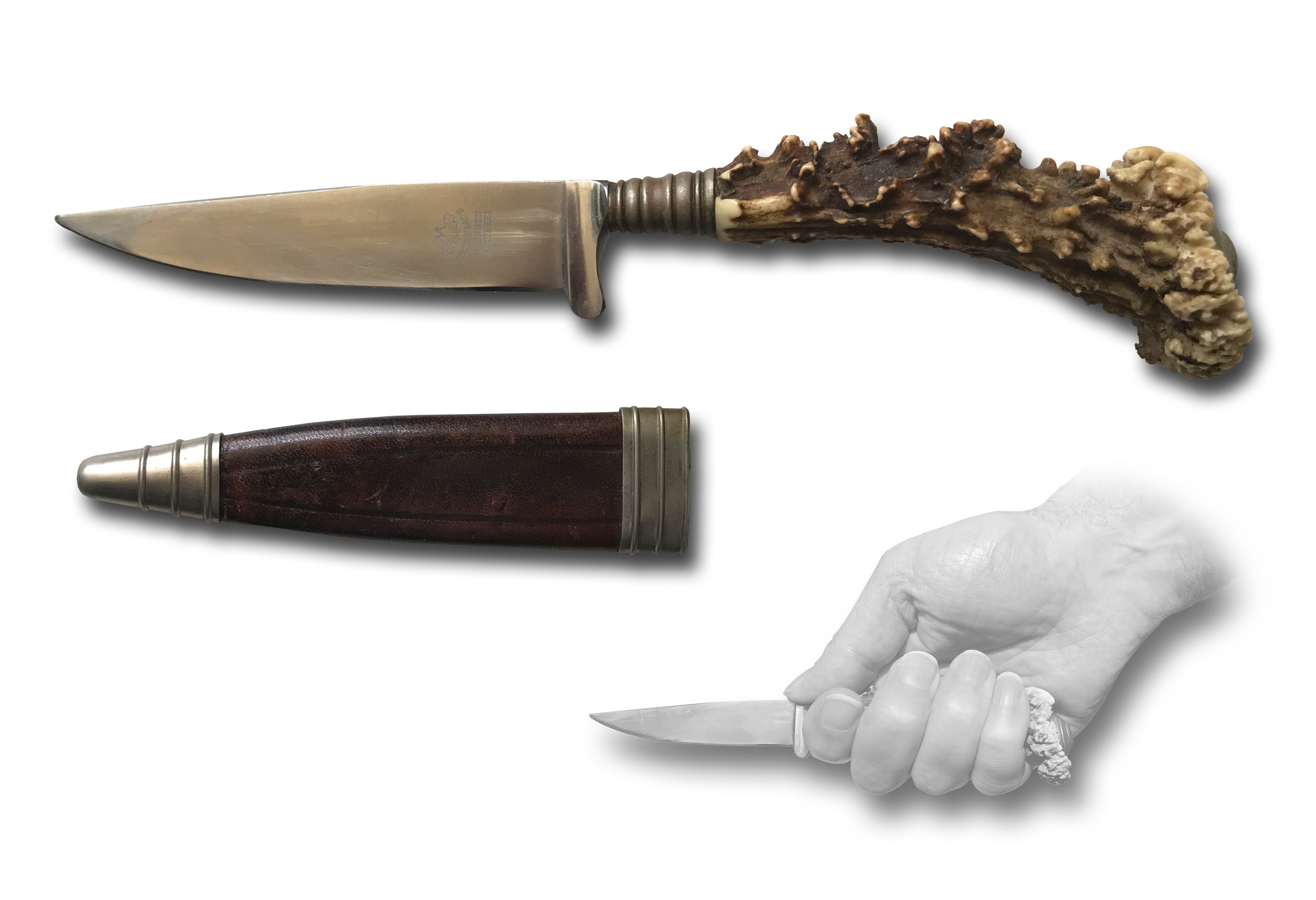
Jagdnicker mit Griff aus unbehandeltem Gehörn und korrekte jagdliche Handhabung

## Andere Tötungsarten
Anderes Wild wie Fuchs, Marderartige, Waschbär, Marderhund werden üblicherweise durch Fangschuss in den Kopf getötet. Hase und Kaninchen werden durch einen kräftigen Schlag ins Genick mit einem Stock oder der Handkante abgeschlagen. Die Folge ist der Abriss des dens axis vom zweiten Halswirbelkörper und dessen Eindringen in das verlängerte Mark mit Zerstörung der caudalen Formatio reticularis. Dort sitzt u. a. das Kreislauf- und Atemzentrum, mit dessen Ausfall der Tod eintritt.
Verletztes Federwild wurde früher oft durch sogenanntes „Abfedern“ getötet: Eine ausgerissene Flügelfeder wurde dem Vogel mit dem Kiel voran in das Hinterhauptsloch gestochen. Diese Methode verbietet sich heute aus tierschutzrechtlichen Gründen. Es hat sich durchgesetzt, Flugwild ebenfalls abzuschlagen oder durch Genickbruch zu töten.

## Deutschland
Während früher das Abfangen mit der Blankwaffe auch bei gesundem, z. B. in Netzen gefangenem oder von Hunden gestelltem Wild genutzt wurde, wird es heute nur noch bei schwerverletztem Wild angewendet. Dieses ist insbesondere bei Nachsuchen oder Wildunfällen der Fall. Die korrekte Ausführung setzt ausreichende Übung und Erfahrung voraus. Da man sich hierzu dem Wild unmittelbar nähern muss, wird dieses unter zusätzlichen Stress gesetzt. Außerdem gibt sich der Ausführende in unmittelbare Gefahr, selbst verletzt zu werden. Aus diesen Gründen wird heute, wenn es die Umstände erlauben, der Fangschuss vorgezogen.